# 5197 Rottmann
Az 5197 Rottmann (ideiglenes jelöléssel 4265 T-2) a Naprendszer kisbolygóövében található aszteroida. Cornelis Johannes van Houten,  Ingrid van Houten-Groeneveld,  Tom Gehrels fedezte fel 1973. szeptember 29-én.